# Charles-Emmanuel Le Peletier de Feumusson
Charles Emmanuel Le Peletier de Feumusson est un homme politique français né le 10 septembre 1740 à Yvré-l'évêque (Sarthe) et décédé le 17 janvier 1817 au Mans (Sarthe).
Chanoine régulier, prieur et curé de Domfront-en-Champagne, il est député du clergé aux États généraux de 1789 pour le bailliage du Mans.

## Sources
- « Charles-Emmanuel Le Peletier de Feumusson », dans Adolphe Robert et Gaston Cougny, Dictionnaire des parlementaires français, Edgar Bourloton, 1889-1891 [détail de l’édition]